# فردریک هرزبرگ
فردریک هرزبرگ یک روانشناس آمریکایی متولد ماساچوست بود و یکی از تأثیرگذارترین نام‌ها در مدیریت بازرگانی می‌باشد. بیشتر اشتهار وی به خاطر غنی‌سازی شغل (به انگلیسی: Job Enrichment) و نظریهٔ بهداشت انگیزش است. کتاب چگونه کارکنان را برانگیزانیم که در سال ۱۹۶۷ منتشر شده بود تا سال ۱۹۸۷ بیش از ۱/۲میلیون نسخه به فروش رفت. مطالعات هرزبرگ به دلیل ورود وی به خدمت سربازی برای مدتی متوقف ماند. وی به عنوان سرباز نیز شروع به کسب تجاربی نمود و اعتقاد داشت که این تجارب در علاقه وی به انگیزش مؤثر بود.

## غنی‌سازی شغل
براین فرض استوار است که برای ایجاد انگیزه در کارکنان باید نیاز به توفیق، شناخت، مسئولیت‌پذیری و رشد و کمال در آن‌ها برآورده و شغل به گونه‌ای طراحی شود که حتی المقدور این نیازها را در شاغلین ارضا کند. به عبارت دیگر شغل باید غنی، بامعنی و دارای اختیارات کافی باشد به نحوی که کارکنان بتوانند در آن شغل با استقلال کار کنند، بر کار خود کنترل و زمینه ای مناسب برای رشد و خلاقیت داشته باشند.

## نظریه دو عاملی هرزبرگ
فردریک هرزبرگ بر این باور بود که رابطه کار با فرد یک رابطه اصولی و اساسی است و فاکتورهای ضعیف بهداشتی می‌تواند بر عوامل انگیزشی تأثیر منفی بگذارد. طبق این نظریه عوامل بهداشتی به تنهایی برای انگیزش افراد کافی نیست و افراد به وسیلهٔ دو دسته از عوامل زیر تحت تأثیر قرار می‌گیرند.
| عوامل بهداشتی                                                                                                   | عوامل انگیزشی                                  |
| --- | ---------------------------------------------- |
| - شرایط کاری - حقوق و مزایا - زندگی شخصی - سیاست‌های شرکت و مدیران - روابط با همکاران - امنیت - سرپرستی (ازدواج) | - پیشرفت - پاداش - کار - مسئولیت - ترفیع - رشد |